# 721

## Nașteri
- Ibn al-Muqaffa', prozator persan de limbă arabă și traducător (d. 757)

## Decese
- Tervel, han al Primului Imperiu Bulgar (n. ?)